# Абд Аллах-паша ибн Мухаммад
Шериф Абд Аллах-паша ибн Мухаммад (араб. الشريف عبد الله باشا بن محمد‎ al-Sharīf ‘Abd Allāh Bāshā ibn Muḥammad; осман. شريف عبد الله پاشا بن محمد‎ Şerif Abdullah Paşa bin Muhammed) — шериф из клана Аун, служивший шерифом Мекки с 1858 по 1877 год.
Старший сын и преемник Мухаммада ибн Абд аль-Муина (1767—1858), шерифа Мекки в 1827—1851, 1856—1858 годах.
Умер в 1877 году. Ему наследовал его младший брат, шериф Хусейн, правивший в 1877—1880 годах.